# 布韦勒蒙
布韦勒蒙（法語：Bouvellemont，法語發音：[buvɛlmɔ̃]）是法国大東部大區阿登省的一个市镇，属于沙勒维尔-梅济耶尔区。

## 地理
布韦勒蒙（49°35'1"N, 4°39'43"E）面积4.31 平方千米，位于法国大東部大區阿登省，该省份为法国北部内陆省份，西接埃纳省，南至马恩省，东临默兹省，北与比利时接壤。
与布韦勒蒙接壤的市镇（或旧市镇、城区）包括：巴隆、沙尼、容瓦勒、圣卢-泰里耶。

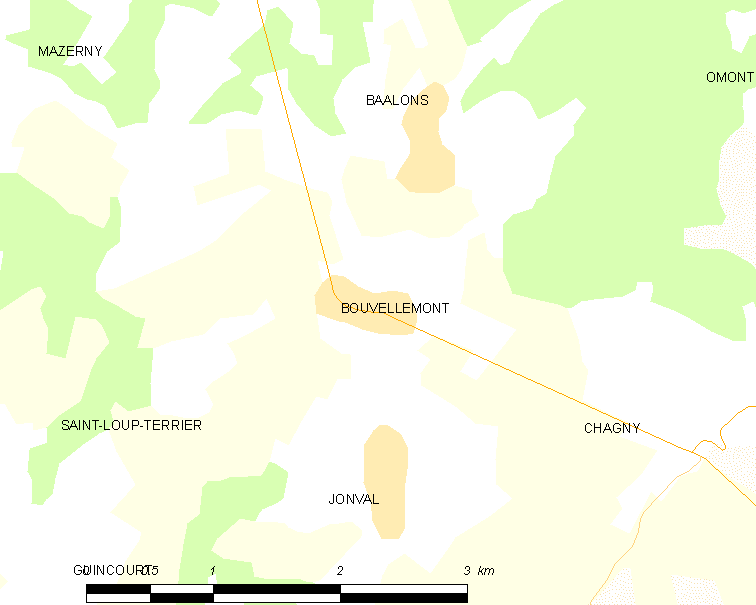
布韦勒蒙的OSM定位图

布韦勒蒙的时区为UTC+01:00、UTC+02:00（夏令时）。

## 行政
布韦勒蒙的邮政编码为08430，INSEE市镇编码为08080。

## 政治
布韦勒蒙所属的省级选区为默兹河畔努维永县。

## 人口

1962-2008年间布韦勒蒙人口变化图示

布韦勒蒙于2022年1月1日时的人口数量为118人。